# 張昌之亂
张昌、石冰起义:619，又称张昌之乱，是一场于西晋末年在长江中下游地区的发生的农民起义。张昌，义阳人（今河南新野），是汉化程度较高的蛮族，:92早年时担任过平氏县吏一职；石冰是起义时的别帅。:1496

## 背景

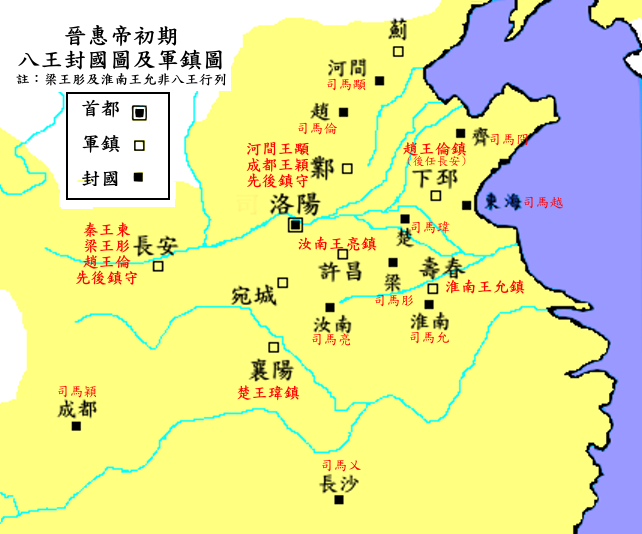
西晉軍鎮及八王封國分布圖

晋惠帝元康元年（291年），西晋皇族为争夺中央政权而引发的皇族内乱——八王之乱爆发，:376社会危机加深，民族矛盾和阶级矛盾进一步激化。:1496
晋王朝为了镇压李特的秦雍六郡流民起义，在荆州强征壬午兵前往益州（位于今四川境内）镇压起义，取名原因为相关诏书于壬午日发布。:122虽然荆州人不愿意参加战争，但征兵之事却丝毫未有怠慢，诏书称“凡被征之人在所经郡县界内停留五日者，郡县长官撤职。”各地官员为了自保四处驱逐受征者，而张昌也受李特影响召集了数千人准备开始起义。为了煽动群众，他还动用了造谣等手段。这些人最后决定参加张昌的起义军奋起反抗。张昌改名李辰，:320于太安二年（303年）五月在安陆北部的石岩山起义。:6不愿参加远征的人们和江夏（今湖北云梦）饥民纷纷踊跃参加。:1496:26:619

## 过程
起义军首先攻占了江夏郡，此后不久又打败了司马歆的大军，将原山都（今湖北谷城东南部）的县吏丘沈立为天子并更名为刘尼，冒充蜀国的后代，:101张昌担任掌握实权的相国一职。江汉的群众纷纷加入，起义军在短短数月的时间内拥有了三万士兵，他们头著插有羽毛的绛色巾，作战勇猛，分四路进军：:1496
- 张昌的军队      亲率大军向西进攻宛（今河南南阳），击败了豫州刺史军，在樊城的战事中斩杀了司马歆，军队直逼襄阳。
- 别帅石冰的军队  率领两万军队向豫州进军并在此后东下攻占了武昌城（今湖北鄂城），斩杀了当地的太守。
- 黄林的军队      向东进军并占领了江州和扬州。临淮（今江苏盱眙东北部）人封云起兵响应并攻占徐州。
- 陈贞等人的军队  向南进攻并攻占了长沙、湘东、零陵、武陵等郡（均位于今湖南境内）。

四路军队均取胜后，起义军成功控制人长江中下游的荆、江、徐、扬、豫五州的大部分地区，州郡牧守多由底层百姓担任。:1496
为了镇压起义军，晋惠帝于永兴元年（304年）:278将刘弘任命为镇南将军，调集了大量军队，下令让他的部将陶侃率兵进攻。到了八月，荆豫地区的军队全力迎战，但由于兵力分散、力量悬殊，最终战败。永兴元年（304年）三月，石冰战败而亡；永兴三年（304年）七月，张昌被俘殺死，起义失败。:278同年三月，徐州和扬州的军队也遭到围攻并战败。:1496

## 影响
张昌、石冰起义是一场失败的农民起义。但是它直接支援了李特于益州开展的秦雍六郡流民起义，此外也与北方的少数民族起义互相呼应，最终成为了动摇乃至推翻西晋的主要力量之一。起义迫使新任荆州刺史刘弘采取了抑制山泽豪强的势力等缓和社會矛盾的措施，赠送当地的流民予土地耕种并在提拔其中的有才之士，为荆州的政局稳定和生产恢复创造了良好的条件。:1496